# Лејквил (Конектикат)
Лејквил (енгл. Lakeville) насељено је место без административног статуса у америчкој савезној држави Конектикат.

## Демографија
По попису из 2010. године број становника је 928.
| Група             | 2000.    | 2010.       |
| Белци             | 0 (0,0%) | 841 (90,6%) |
| Афроамериканци    | 0 (0,0%) | 23 (2,5%)   |
| Азијати           | 0 (0,0%) | 17 (1,8%)   |
| Хиспаноамериканци | 0 (0,0%) | 28 (3,0%)   |
| Укупно            | 0        | 928         |